# Justice League of America (televisiefilm)
Justice League of America is een Amerikaanse televisiefilm gebaseerd op het DC Comics superheldenteam Justice League. De film was bedoeld als pilot voor een televisieserie over dit team, maar vanwege het tegenvallende succes van de film is die serie nooit gemaakt.
De film werd geregisseerd door Félix Enríquez Alcalá. Hoofdrollen werden vertolkt door Miguel Ferrer, David Krumholtz en Kimberly Oja.

## Verhaal
De film begint met de introductie van Tori Olafsdotter, een meteoroloog die werkt voor het Eno Meteorologisch Instituut. Dit instituut en de stad New Metro worden verrast door een tornado, die wordt bestuurd door een terrorist die zichzelf “The Weatherman” noemt. De Justice League arriveert om de burgers van de stad te redden. Flash vernietigt de tornado.
Tori vindt een vreemd apparaat in het lab waar ze werkt. Ze morst er per ongeluk wat water op, en het apparaat vuurt vreemde blauwe elektriciteit op haar af. De elektrische schok lijkt haar niet te deren, maar onderweg naar huis ontdekt Tori dat ze alles wat ze aanraakt kan laten bevriezen. Onderweg ziet ze een man die verdrinkt. Terwijl ze hem probeert te redden, bevriest ze al het water om haar heen. Die nacht wordt ze gevangen door de Justice League die denkt dat zij de Weatherman is. Ze beseffen al snel dat ze de verkeerde te pakken hebben en laten haar gaan. Wanneer Tori de volgende dag wakker wordt, denkt ze dat het allemaal een droom was.
De Justice League verdenkt inmiddels Tori’s verlegen collega Arliss Hopke ervan de Weatherman te zijn. New Metro wordt weer aangevallen, ditmaal met hagelstenen ter grootte van golfballen. Een ramp wordt vermeden wanneer Fire het ijs smelt. De Justice League infiltreert bij een feestje op het meteorologisch instituut, waar ze hopen bewijs te vinden dat Arliss Hopke de Weatherman is. Tori ontdekt op het feestje dat haar baas, Dr. Eno, de Weatherman is.
Tori gaat met haar kennis naar de Justice League, en ze nemen haar mee naar hun hoofdkwartier; de Watchtower. Daar maakt Tori kennis met de League’s leider, J'onn J'onzz. De Justice League probeert Tori te helpen haar ijskrachten beter te beheersen, maar zonder succes.
De Weatherman eist 20 miljoen dollar losgeld, anders zal hij een tsunami loslaten op de stad. Hij ontdekt de locatie van de Watch Tower en valt deze aan met een “hittestraal”. De Justice League evacueert hun hoofdkwartier en probeert de tsunami te stoppen. Uiteindelijk is het Tori die de tsunami stopt door de gehele golf te bevriezen. De Weatherman wordt gearresteerd.
De film eindigt met de Weatherman die al plannen maakt voor zijn ontsnapping, terwijl Tori officieel lid wordt van de Justice League onder de codenaam Ice.

## Rolverdeling
| Acteur             | Personage                        |
| ------------------ | -------------------------------- |
| Kimberly Oja       | Tori Olafsdotter / Ice           |
| Matthew Settle     | Guy Gardner / Green Lantern      |
| John Kassir        | Ray Palmer / Atom                |
| Michelle Hurd      | B.B. DaCosta / Fire              |
| Kenny Johnston     | Barry Allen / Flash              |
| David Ogden Stiers | J'onn J'onzz / Martian Manhunter |
| Miguel Ferrer      | Dr. Eno / The Weatherman         |
| David Krumholtz    | Martin Walters                   |
| Ron Pearson        | Arliss Hopke                     |

## Achtergrond
De film kreeg over het algemeen negatieve reacties. Hij scoorde 3.6/10 op de IMDb. De voornaamste punten van kritiek waren de kostuumontwerpen en de manier waarop de helden werden gespeeld.
Net als de low-budget Fantastic Four film uit 1994 werd Justice League of America nooit uitgezonden in de Verenigde Staten. Wel was de film te zien in het Verenigd Koninkrijk en Duitsland.

## Trivia
- Miguel Ferrer, die in de film de rol van Weatherman speelde, deed een jaar later de stem van een soortgelijk personage in Superman: The Animated Series.
- De samenstelling van het team in de film is losjes gebaseerd op de verhalen “Justice League Detroit” en “Justice League International”.